# Teracotona subapproximans
Teracotona subapproximans là một loài bướm đêm thuộc phân họ Arctiinae, họ Erebidae.